# Groep Otten
Groep Otten (fortkortes: GO) (dansk: Gruppe Otten) er et hollandsk politisk parti, som blev dannet i oktober 2019 efter interne konflikter imellem Forum voor Democraties to stiftere, Henk Otten og Thierry Baudet, som ledte til Henk Otten blive smidt ud af partiet.

## Historie
Baudet og Otten havde dannet Forum voor Democratie i 2016 og Otten var blevet partiets kasserer. Partiet havde succes i starten, og ved provinsvalget i Holland i 2019 blev FvD landets største parti. Det lykkedes dog ikke partiet at komme i en koalition i nogle af provinserne. Ifølge Otten, var dette Baudets skyld, da hans udtalelser som leder, havde fået partiet til at se højreradikalt ud. Få dage senere beskyldte Baudet Otten for, at have taget penge fra partikassen. Otten blev smidt ud af FvD den 24. juli 2019 som følge af beskyldningerne. Otten afviste dog klart at han havde gjort noget galt.
Otten dannede partiet Groep Otten den 23. oktober 2019. 3 af FvDs senatorer, inklusiv Otten selv, skiftede til partiet. En af disse senatorer forlod dog senere GO.

## Ideologi
Partiet ønsker ligesom FvD mere direkte demokrati og økonomisk liberalisme, samt skepticisme over for EU. Partiet præsentere sig dog mere moderat på flere områder end FvD.